# Teariimaevarua III
Ari'i-'Otare Teri'i-maeva-rua Raiatea, altrimenti nota come Teriimaevarua III (Raiatea, 28 maggio 1871 – Papeete, 19 novembre 1932), è stata l'ultima regina di Bora Bora dal 1873 al 1895.

## Biografia
Figlia secondogenita del principe Tamatoa-a-tu (Tamatoa V), poi re di Ra'iātea e Taha'a e di sua moglie, la principessa Moe-a-Mai, Ari'i-'Otare divenne regina di Bora Bora alla morte di sua zia, la principessa Teari'i-maeva-rua I Pomare, regina di Bora Bora. Sposò il principe Teri'i Hinoi-a-tua Pomare, capo di Hitia'a a Bora Bora il 9 gennaio 1884, divorziando per già dal 1887. Ari'i-'Otare non ebbe figli e pertanto adottò due figlie, la principessa Rehu-rehu Tuheiava e la principessa Itia Tuheiava.
Bora Bora venne annessa dalla Francia il 19 marzo 1888, ma il potere reale rimase a tutti gli effetti nelle mani della sovrana sino alla sua definitiva abdicazione il 21 settembre 1895. Da quel momento in poi, la regina rimase comunque il capo della casa reale di Bora Bora sino alla morte.

## Ascendenza
|                           |  |                            | Genitori                         |  |  | Nonni |  |  | Bisnonni        |  |  | Trisnonni |
|                           |  |                            |                                  |  |  |       |  |  | Ariʻipeu-a-Hiro |  |  |           |
|                           |  |                            |                                  |  |  |       |  |  |                 |  |  |           |
|                           |  |                            |                                  |  |  |       |  |  |                 |  |  |           |
| Ariʻifaaite               |  |                            |                                  |  |  |       |  |  |                 |  |  |           |
|                           |  | Teihotu Taʻavea            | Tamatoa IV di Raiatea e Tahaʻa * |  |  |       |  |  |                 |  |  |           |
|                           |  | Teihotu Taʻavea            | Tamatoa IV di Raiatea e Tahaʻa * |  |  |       |  |  |                 |  |  |           |
|                           |  | Teihotu Taʻavea            | Tu-ra'i-ariʻi E-he-vahine *      |  |  |       |  |  |                 |  |  |           |
| Tamatoa V di Raiatea      |  | Teihotu Taʻavea            |                                  |  |  |       |  |  |                 |  |  |           |
|                           |  | Pomare II di Tahiti        | Pomare I di Tahiti               |  |  |       |  |  |                 |  |  |           |
|                           |  | Pomare II di Tahiti        | Pomare I di Tahiti               |  |  |       |  |  |                 |  |  |           |
|                           |  | Pomare II di Tahiti        | Tetua-nui-reia-i-te-ra'i-atea    |  |  |       |  |  |                 |  |  |           |
| Pomare IV di Tahiti       |  | Pomare II di Tahiti        |                                  |  |  |       |  |  |                 |  |  |           |
|                           |  | Teriʻitoʻoterai Teremoemoe | Tamatoa IV di Raiatea e Tahaʻa * |  |  |       |  |  |                 |  |  |           |
|                           |  | Teriʻitoʻoterai Teremoemoe | Tamatoa IV di Raiatea e Tahaʻa * |  |  |       |  |  |                 |  |  |           |
|                           |  | Teriʻitoʻoterai Teremoemoe | Tu-ra'i-ariʻi E-he-vahine *      |  |  |       |  |  |                 |  |  |           |
| Teriʻimaevarua III        |  | Teriʻitoʻoterai Teremoemoe |                                  |  |  |       |  |  |                 |  |  |           |
|                           |  |                            |                                  |  |  |       |  |  |                 |  |  |           |
|                           |  |                            |                                  |  |  |       |  |  |                 |  |  |           |
|                           |  |                            |                                  |  |  |       |  |  |                 |  |  |           |
| Tehepapai Maheanu'u-a-Mai |  |                            |                                  |  |  |       |  |  |                 |  |  |           |
|                           |  |                            |                                  |  |  |       |  |  |                 |  |  |           |
|                           |  |                            |                                  |  |  |       |  |  |                 |  |  |           |
|                           |  |                            |                                  |  |  |       |  |  |                 |  |  |           |
| Moe Maheanu'u-a-Mai       |  |                            |                                  |  |  |       |  |  |                 |  |  |           |
|                           |  |                            |                                  |  |  |       |  |  |                 |  |  |           |
|                           |  |                            |                                  |  |  |       |  |  |                 |  |  |           |
|                           |  |                            |                                  |  |  |       |  |  |                 |  |  |           |
|                           |  |                            |                                  |  |  |       |  |  |                 |  |  |           |
|                           |  |                            |                                  |  |  |       |  |  |                 |  |  |           |
|                           |  |                            |                                  |  |  |       |  |  |                 |  |  |           |
|                           |  |                            |                                  |  |  |       |  |  |                 |  |  |           |
|                           |  |                            |                                  |  |  |       |  |  |                 |  |  |           |